# 山村洋貴
山村洋貴，日本男性動畫師、人物設計師，隸屬於Studio Pastoral。

## 生平
於代代木動畫學院畢業後，在成人遊戲公司擔當過原畫職位。其後加入了Studio Pastoral，不過在長期合作的另一間公司SHAFT都有專用工作台。
以前曾使用筆名，離開後亦有使用、等名字參與其他遊戲作畫。後來轉職成動畫師，展開同人活動，組織起名為，發佈過《不可思議的教室》、《魔法老師》、《絕望先生》等的同人誌。

## 作品列表

### 電視動畫
- （2004年）動畫
- （2004年）原畫
- （2004年）原畫
- 月詠（2004年）原畫
- （2005年）原畫
- 出雲戰記（IZUMO -猛き剣の閃記-，2005年）原畫
- （2005年）原畫
- 不可思議的教室（ぱにぽにだっしゅ!，2005年）作画監督協力・原画
- （2005年）原畫
- REC（2006年）作畫監督
- LEMON ANGEL PROJECT （2006年）作畫監督補佐
- （2006年）原畫
- 魔女之刃（ウィッチブレイド，2006年）原畫
- 魔法老師！？（ネギま!?，2006年－2007年）作畫監督
- 009-1 （2006年）原畫
- 向阳素描（ひだまりスケッチ，2007年）原畫
- 魔法少女奈葉StrikerS（魔法少女リリカルなのはStrikerS，2007年）原畫
- 絕望先生（さよなら絶望先生，2007年）總作畫監督（與守岡英行、伊藤良明共同擔當）、分鏡、作畫監督、原畫
- 俗·絕望先生（【俗・】さよなら絶望先生，2008年）總作畫監督（與守岡英行共同擔當）
- 玛莉亚狂热（まりあ†ほりっく，2009年）總作畫監督（與守岡英行共同擔當）、作畫監督
- 懺·絕望先生（【懺・】さよなら絶望先生，2009年）總作畫監督（與守岡英行共同擔當）、作畫監督
- 向陽素描×☆☆☆（ひだまりスケッチ×☆☆☆，2010年）原畫、作畫監督、OP作畫監督、OP原畫、OP分鏡
- 荒川爆笑團（荒川アンダー ザ ブリッジ，2010年）OP作畫監督
- 女僕咖啡廳（それでも町は廻っている，2010年）人物設計、總作畫監督、作畫監督
- 瑪莉亞狂熱 ALIVE（まりあ†ほりっく あらいぶ，2011年）OP作畫監督

### OVA
- 系列 （18禁動畫，2003年－2005年）原畫
- 幻想傳奇（テイルズ オブ ファンタジア THE ANIMATION，2005年）原畫
- ネギま!?夏版 （2006年）原畫
- 魔法老师！ ～白之翼～（魔法先生ネギま! 〜白き翼 ALA ALBA〜，2008年）作畫監督補佐
- 獄·絶望先生（【獄・】さよなら絶望先生，2008年-2009年）總作畫監督（與守岡英行共同擔當）、2話A Part特別人物設計、分鏡、作畫監督、原畫
- 懺·絕望先生 番外地（【懺・】さよなら絶望先生 番外地，2009年－2010年）總作畫監督（與守岡英行共同擔當）・作畫監督
- 妄想改造人改藏（かってに改蔵，2011年）人物設計、總作畫監督、作畫監督

### 遊戲
- （2002年）原畫
- （2002年）原畫
- （2003年）原畫